# Ephestia kuehniella
Ephestia kuehniella es una polilla de la familia Pyralidae. Es una plaga de los cereales, especialmente de la harina. Está distribuida por todo el mundo, especialmente las regiones templadas. Prefiere temperaturas templadas para un desarrollo más rápido pero puede sobrevivir en un amplio rango de temperaturas.
Con frecuencia se la encuentra en lugares templados donde hay productos cereales almacenados, como en molinos de harina, graneros y panaderías, donde puede vivir el año entero. Los molinos tienen frecuentes problemas con esta polilla de los granos porque los capullos que hilan dañan las maquinarias. La defensa más efectiva es mantener altas condiciones de higiene. A veces los plaguicidas también son efectivos.

## Descripción
Tienen cuerpos gris pálidos. Las alas anteriores son grises con marcas en zigzag, las posteriores son blanquecinas. La envergadura es de 1.5 a 2.6 cm. Las orugas son blancas o rosadas con lunares negros y cabeza negra. Las pupas son marrón rojizas.

## Distribución geográfica
Se la identificó como una plaga por primera vez en Alemania, en 1879 y se la llamó polilla mediterránea de la harina. En años siguientes se la encontró en varias localidades europeas. A fines del siglo XIX, estas polillas causaban daños en regiones más amplias. Se volvió común en Gran Bretaña, Norteamérica y Australia a fines del siglo XX. Ahora se la encuentra en todo el mundo. Las zonas templadas son las más afectadas.

## Hábitat
Viven principalmente en granos almacenados. Infectan la harina, pero también se los puede encontrar en otros cereales. Es una grave plaga de los molinos de harina y también de las panaderías, especialmente cuando no hay inspecciones frecuentes. La temperatura de los molinos les permite reproducirse todo el año.

## Ciclo vital
Las hembras depositan sus huevos generalmente en la segunda noche después de su emergencia. Esto se debe a que lleva varias horas hasta que el esperma llega desde la "bursa copulatrix" hasta el vestíbulo, donde tiene lugar la fertilización. Las hembras depositan entre 116 y 678 huevos en el material alimenticio, tal como la harina y los adhieren a este. Cuando salen las larvas hilan tubos de seda a su alrededor. Pasan 40 días en estos tubos . Las larvas maduras se dispersan y proceden a hilar capullos de seda donde pasan el estadio de pupas. Los adultos emergen en 8 a 12 días. Cuando hace calor el ciclo vital completo puede llevar de cinco a siete semanas. Aunque prefiere temperaturas altas, también puede vivir a 12 °C
El ritmo circadiano también influencia su ciclo de vida. Los adultos generalmente emergen durante el día, pero otras actividades como el cortejo sexual y el apareamiento ocurren preferentemente de noche.

## Parásitos

#### Wolbachia
Las bacterias del género Wolbachia afectan su proceso reproductivo. Estas bacterias son transmitidas por la madre y causan incompatibilidad citoplasmática en E. kuehniella, lo cual quiere decir que el esperma y el óvulo no se pueden unir.

#### Nemeritis canescens
E. kuehniella es parasitada por Nemeritis canscens, una avispa icneumónida parasitoide cuyas larvas se alimentan de la linfa de las orugas.

## Apareamiento

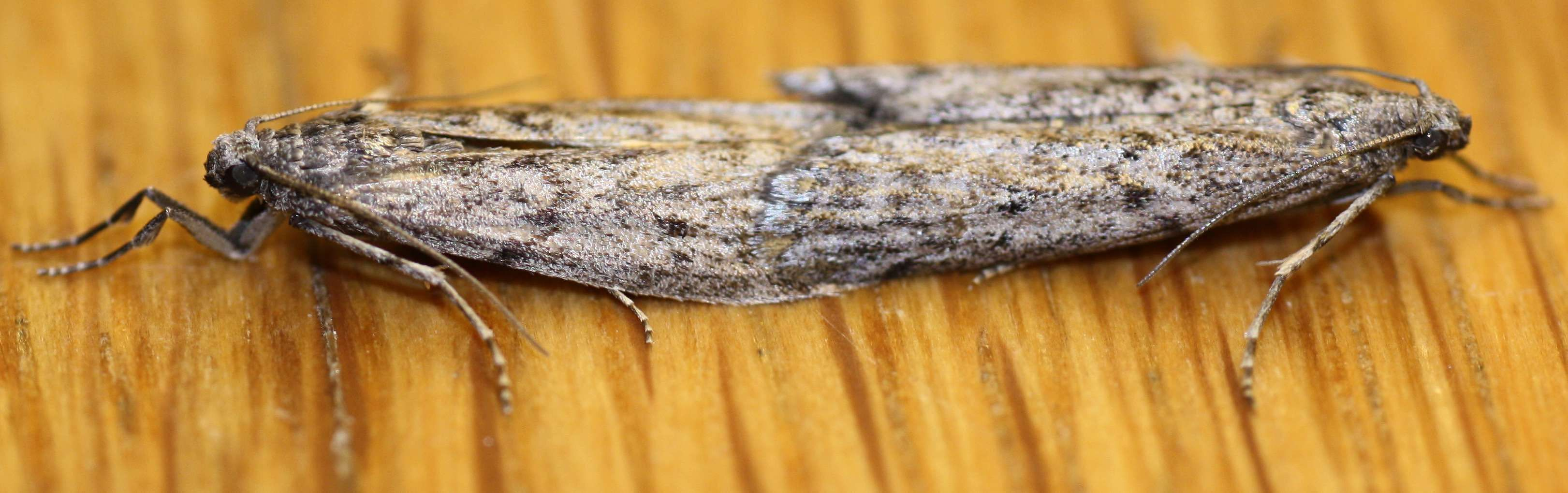
En apareamiento

La maduración de los sistemas reproductivos de los machos y las hembras ocurre inmediatamente después de la emergencia. Los adultos generalmente se aparean en el día de su emergencia, lo que aumenta el éxito reproductivo de las hembras.

E. kuehniella es una especie poliándrica, las hembras se aparean con varios machos.

## Importancia económica
Las larvas se alimentan del grano y la harina almacenados, depreciándolos y contaminándolos con sus excrementos y su seda. También pueden perforar los cedazos de extracción, inutilizándolos.

### Control

#### Prevención
El control más efectivo de esta polilla es la prevención que incluye saneamiento básico del almacenaje y áreas circundantes. Sellado de todas las grietas en el piso o paredes y eliminación de granos desechados y partículas de polvo. La inspección frecuente es importante.

#### Control biológico
Avispas parasitoides del género Trichogramma pueden servir como control biológico. Destruyen los huevos antes de que lleguen a la fase de orugas que es dañina.

#### Irradiación
Por medio de lámparas de luz ultra violeta, que generan atracción lumínica de estos insectos voladores, el control con lámparas UV se recomienda principalmente para empresas, puesto que la cantidad de actividad de esta plaga puede ser mayor en una fabrica de alimentos que dentro de una casa o departamento.

## Galería

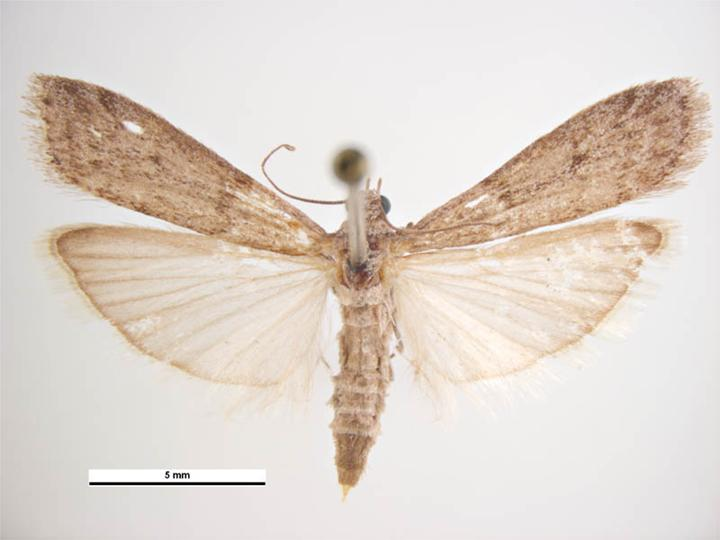
Hembra, vista dorsal
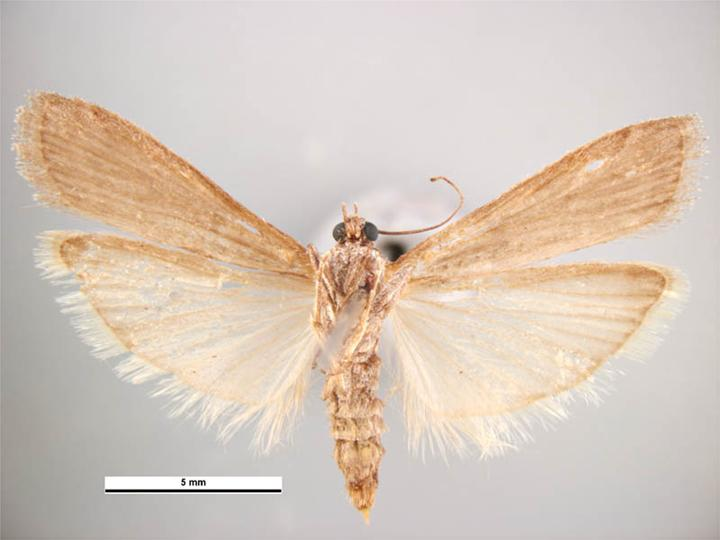
Hembra, vista ventral
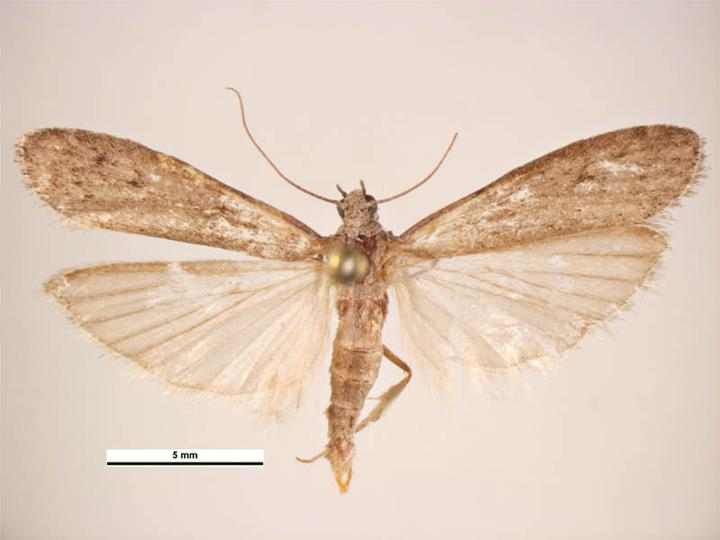
Macho, vista dorsal
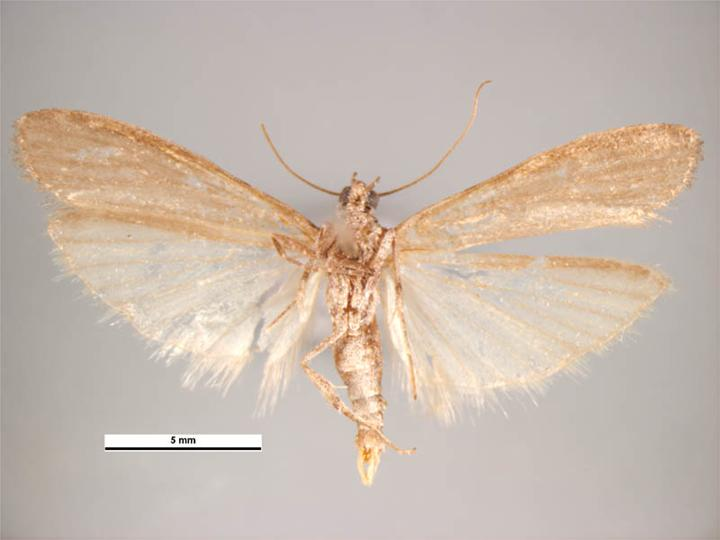
Macho, vista ventral
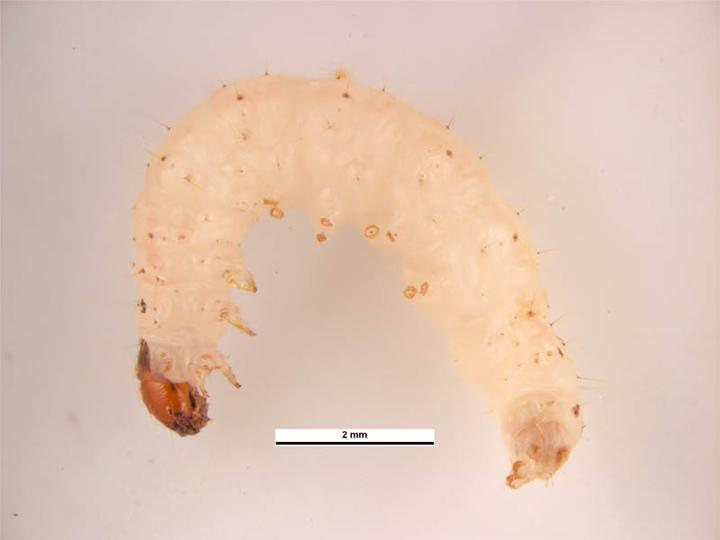
Larva
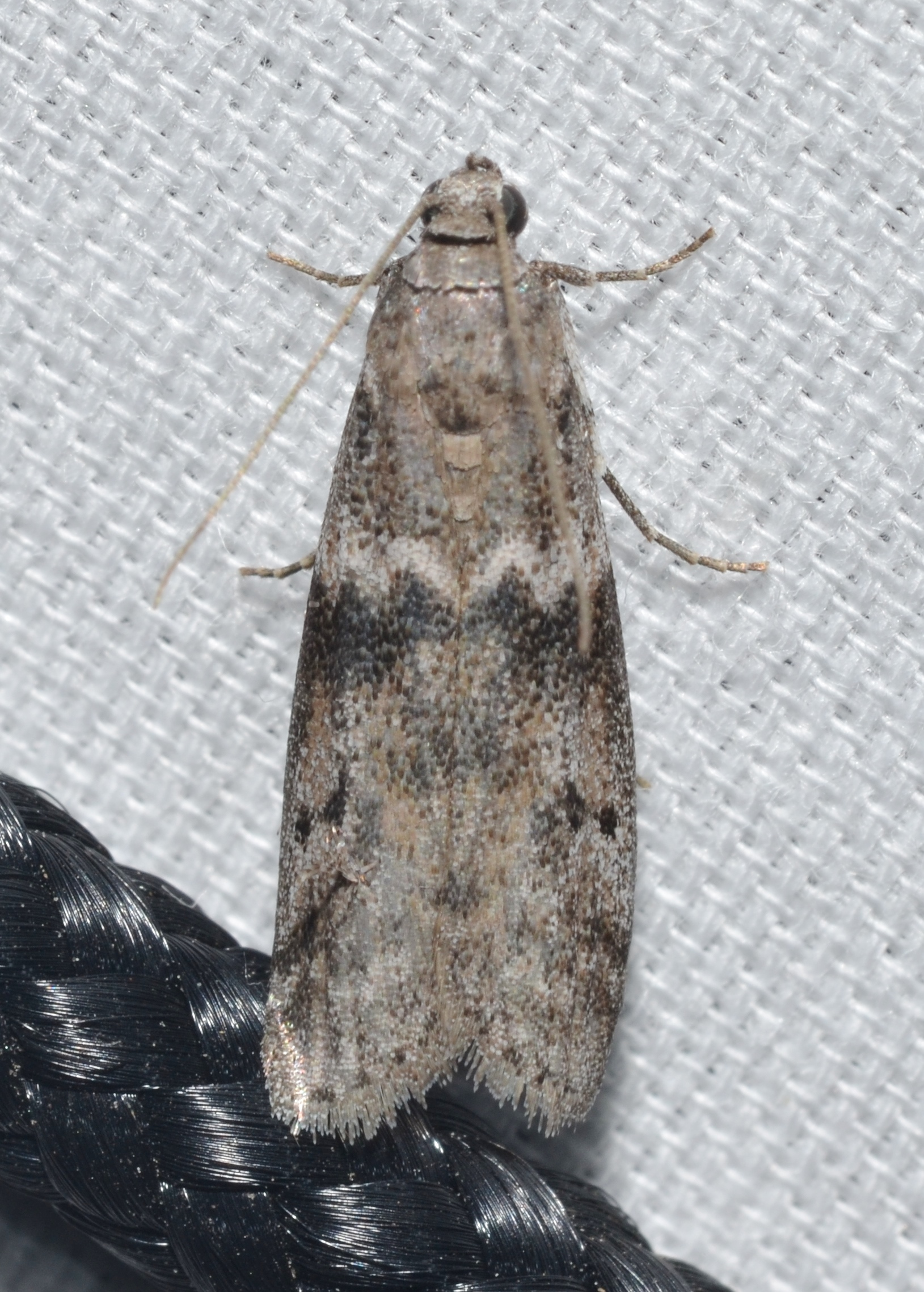
Vista dorsal con las alas plegadas